# Cuapilol
Cuapilol är en ort i Mexiko.   Den ligger i kommunen Tamazunchale och delstaten San Luis Potosí, i den sydöstra delen av landet, 210 km norr om huvudstaden Mexico City. Cuapilol ligger 311 meter över havet och antalet invånare är 375.
Terrängen runt Cuapilol är lite bergig, och sluttar österut. Runt Cuapilol är det ganska tätbefolkat, med 67 invånare per kvadratkilometer. Närmaste större samhälle är Tamazunchale, 3,2 km sydost om Cuapilol. I omgivningarna runt Cuapilol växer huvudsakligen savannskog.